# 上坂瑠子
 上坂 瑠子（うえさか るりこ、1999年9月7日 - ）は、日本の女子バレーボール選手。

## 来歴
福井県越前市出身。3人兄妹の長女。小学4年生のとき、母の影響でバレーボールを始めた。
福井工業大学附属福井高等学校を卒業。同学公式サイトに掲載された「先輩からのメッセージ」に著名な卒業生のうちの1人としてメッセージを寄稿した。
2018年、日立リヴァーレ（現・Astemoリヴァーレ茨城）への入団内定が発表された。入団1年目は途中出場が多く、最初は緊張で思うようなプレーができなかったが、次第に緊張がほぐれプレーの手応えをつかめるようになった。3シーズン目（2020-21シーズン）になると試合出場も増えスタメンで出場するようになった。

## 選手としての特徴
2019年10月27日の試合後の記者会見で、監督の多治見麻子は、アウトサイドの役割を良く理解していると評し、当時日立リヴァーレ（現日立Astemo）に在籍していた佐藤美弥は、バネがすごくありブロックの上から打てる選手で、高さを抑えたトスにも切り込み、トスへの対応力が凄くあると評価した。

## 人物・エピソード
- 兄の上坂将輝もバレーボール選手でトヨタ自動車サンホークスに在籍[7]。
- 将輝が2021年8月28日にデンソーエアリービーズに在籍の中元南と結婚したため、中元は義理の姉となった。将輝の結婚については1周年の2022年8月28日に中元がデンソーの公式サイトを通して発表し、その後に日立Astemoが瑠子のお祝いメッセージ動画をSNSに投稿した[7]。

## 所属チーム
- 越前市北日野小学校（北日野スポーツ少年団）[1]
- 福井工業大学附属福井中学校[1]
- 福井工業大学附属福井高等学校
- 日立リヴァーレ/日立Astemoリヴァーレ/Astemoリヴァーレ茨城 #1（2018年-）

## 受賞歴
- 第68回 黒鷲旗全日本男女選抜大会：ベスト6[8][9]

## 個人成績
V.LEAGUEの個人成績は下記の通り（交流戦・プレーオフを含む）。
| 大会        | 所属        | 出場   | 出場     | アタック | アタック | アタック | アタック | バックアタック | バックアタック | バックアタック | バックアタック | アタック決定本数 | ブロック | ブロック   | サーブ | サーブ     | サーブ | サーブ | サーブ | サーブ | サーブレシーブ | サーブレシーブ | サーブレシーブ | 総得点 |
| ----------- | ----------- | ------ | -------- | -------- | -------- | -------- | -------- | -------------- | -------------- | -------------- | -------------- | ---------------- | -------- | ---------- | ------ | ---------- | ------ | ------ | ------ | ------ | -------------- | -------------- | -------------- | ------ |
| 大会        | 所属        | 試合数 | セット数 | 打数     | 得点     | 失点     | 決定率   | 打数           | 得点           | 失点           | 決定率         | セット平均       | 得点     | セット平均 | 打数   | ノータッチ | エース | 失点   | 効果   | 効果率 | 受数           | 成功           | 成功率         | 総得点 |
| V1 20-21    | 日立        | 27     | 98       | 1133     | 357      | 67       | 31.5     | 68             | 11             | 5              | 16.2           | 3.64             | 20       | 0.20       | 363    | 1          | 16     | 11     | 118    | 12.1   | 702            | 505            | 59.9           | 394    |
| V1 19-20    | 日立        | 24     | 70       | 714      | 241      | 40       | 33.8     | 66             | 20             | 8              | 30.3           | 3.44             | 14       | 0.20       | 240    | 2          | 4      | 14     | 71     | 8.4    | 436            | 308            | 59.5           | 261    |
| V1 18-19    | 日立        | 27     | 62       | 579      | 200      | 39       | 34.5     | 46             | 11             | 7              | 23.9           | 3.23             | 5        | 0.08       | 163    | 2          | 5      | 15     | 46     | 9.0    | 230            | 149            | 53.5           | -      |
| 通算：3大会 | 通算：3大会 | 78     | 230      | 2426     | 798      | 146      | 32.9     | 180            | 42             | 20             | 23.3           | 3.47             | 39       | 0.17       | 766    | 5          | 25     | 40     | 235    | 10.3   | 1368           | 962            | 58.7           | 867    |

## 出演

### YouTube
V.LEAGUE Official Channel 
- 【Vリーグ公式】DAZNアタックタイムチャレンジ #日立リヴァーレ（2019年2月13日）